# 山と湖の国
『山と湖の国』（英:The Land of the Mountain and the Flood）作品3は、スコットランドの作曲家ヘイミッシュ・マッカンが作曲した演奏会用序曲である。

## 概要
今日、マッカンはこの『山と湖の国』の作曲家としてのみ知られているが、この作品は、マッカンが19歳の時の作品である。
『山と湖の国』というタイトルは、ウォルター・スコットの作品『最後の吟遊詩人』 (The Lay of the Last Minstrel) の一節 "…Land of brown heath and shaggy wood, Land of the mountain and the flood." よりとられたものである。

## 初演
1887年11月5日、ロンドンの水晶宮にて初演された。

## 評価
ジョージ・バーナード・ショーによって、「（この作品は）遠く離れた丘の上にあなた（聴き手）を運ぶ」と評された。

## 編成
フルート2、オーボエ2、A管クラリネット2、ファゴット2、D管ホルン2、D管トランペット2、トロンボーン2、バストロンボーン1、テューバ1、ティンパニ、シンバル、弦楽五部。

## 楽曲解説
Allegro con moto、4分の3拍子、ロ短調、ソナタ形式の楽曲である。
冒頭から、チェロによって、付点リズムが特徴的で力強い第一主題が提示される。この主題がヴァイオリンに受け渡されて、最初の頂点を築くと、平行調のニ長調に転じ、第2ヴァイオリンに、同じく付点リズムが特徴的で歌謡的な第二主題が提示される。全合奏で第二主題が確保され、ホルンのソロがこだまのように響いて静まってゆくと、ティンパニ、チェロ、コントラバスがロ音を保続する中、ホルンのソロとヴァイオリンの掛け合いで展開部が開始される。次第に厚みを増してゆき、頂点でホ短調に転調し、弦楽器の三連符によるリズムの上で、第一主題が金管楽器により吹き鳴らされる。フルートやクラリネットによるパッセージと、弦楽器による第一主題の動機の掛け合いが続く中、音楽が静まってゆくと、冒頭と同じ形で、チェロに第一主題が回帰し、再現部に入る。形通りの再現を行なった後、ロ長調に転じて、チェロを起点に第二主題を再現し、幾度もクライマックスを形成し、金管楽器によるファンファーレを経て、華々しく曲を閉じる。